# Nikolaj Vatutin
Nikolaj Fjodorovitj Vatutin (født 16. december 1901 i Voronesj, død 14. april 1944 i Kijev) var en sovjetisk armegeneral under 2. verdenskrig, kendt for sin indsats i forbindelse med offensiven mod de tyske styrker i slaget om Stalingrad og Kursk.

## Død
Den 28. februar 1944, under en omgruppering til en ny operation og på vej til Slavuta (Khmelnytskyj oblast), blev Vatutin angrebet af den militære gren af Organisationen af ukrainske nationalister (UPA) langt bag frontlinjerne nær landsbyen Mylyatyn i Ostroh rajon (Rivne oblast). Han døde af sine kvæstelser på et hospital i Kijev seks uger senere. Vatutins brødre, Afanasij Fjodorovitj og Semjon Fjodorovitj, blev dræbt i kampe i februar og marts 1944, og hans mor, Vera Jefimovna, måtte begrave alle sine tre sønner i løbet af to måneder. Nikolaj Vatutin fik en statsbegravelse i Kijev. Som armegeneral blev han efterfulgt af Georgij Sjukov.